# Naturschutzgebiet Spörkelnbruch (Hilden)
Das Naturschutzgebiet Spörkelnbruch liegt auf dem Gebiet der Stadt Hilden im Kreis Mettmann in Nordrhein-Westfalen.
Das Gebiet mit der Kennung ME-055 erstreckt sich nordwestlich der Kernstadt von Haan. Die nördliche Grenze bildet ein in West-Ost-Richtung verlaufender Weg, an den sich nördlich eine weitere 12 ha große Teilfläche des Naturschutzgebietes Spörkelnbruch anschließt, die die Kennung ME-013 trägt und auf dem Gebiet der Stadt Haan liegt. Westlich grenzt das etwa 27 ha große Naturschutzgebiet (NSG) Hildener Stadtwald, Bereich Sandbach-Krebsbach an.

## Gemeinsame Beschreibung (ME-013 und ME055)
Das NSG Spörkelnbruch (ME-013 bzw. ME-055)

„ist ein Biotopkomplex aus Bruchwald, feuchtem Eichen-Birkenwald und anderen Laubwäldern sowie zumeist feuchten und nassen Grünlandflächen zwischen dem Hildener Stadtwald und Haan.
Die nördlich eines von West nach Ost verlaufenden Weges liegenden Feucht- und Nasswiesen sind sehr arten- sowie seggen- und binsenreich. Südlich und östlich der Feuchtwiesen befinden sich Wälder. Diese sind zum Teil Erlenbruchwälder mit einem hohen Anteil an Moorbirken.
In anderen Waldbereichen befinden sich trockenere Erlenwälder, Eichen-Birkenwälder und Bereiche mit standortfremden Gehölzen. Der nördlich des Weges gelegene artenreiche Bruchwald ist von einem quelligen Rinnsal durchzogen.
Drei Stillgewässer liegen in einer der Nasswiesen und in dem Wald nördlich des Weges. Ein Massenvorkommen des Gefleckten Knabenkrautes in den Feuchtwiesen gehört mit zu den bedeutendsten rheinischen Vorkommen dieser Art. Die Feuchtwiesen bilden einen bedeutenden Lebensraum für das Klee-Widderchen (Zygaena trifolii).
Weiterhin befinden sich große Vorkommen des seltenen Königsfarns in Erlenbruchwäldern nördlich des Weges. Ein etwa 1 ha großer Bereich eines Birken-Eichenwaldes zeichnet sich durch einen hohen Altholzanteil aus.
Das Gebiet ist eine Teilfläche von mehreren Naturschutzgebieten mit Moor- und Bruchwäldern, feuchten Eichen-Birkenwäldern, naturnahen Sandbächen, Feuchtheiderelikten und Trockenheide. Es bildet mit der Ohligser Heide und dem Further Moor einen Biotopverbund auf der Bergischen Heideterrasse, die sich bis zur Wahner Heide erstreckt.
Die bedeutenden Feuchtwiesen sollen durch Mahd erhalten werden. Ein hoher Alt- und Totholzanteil in den Wäldern soll gefördert sowie einer Entwässerung der feuchten Wälder entgegengewirkt werden. Standortfremde Gehölze sollten entnommen werden.“

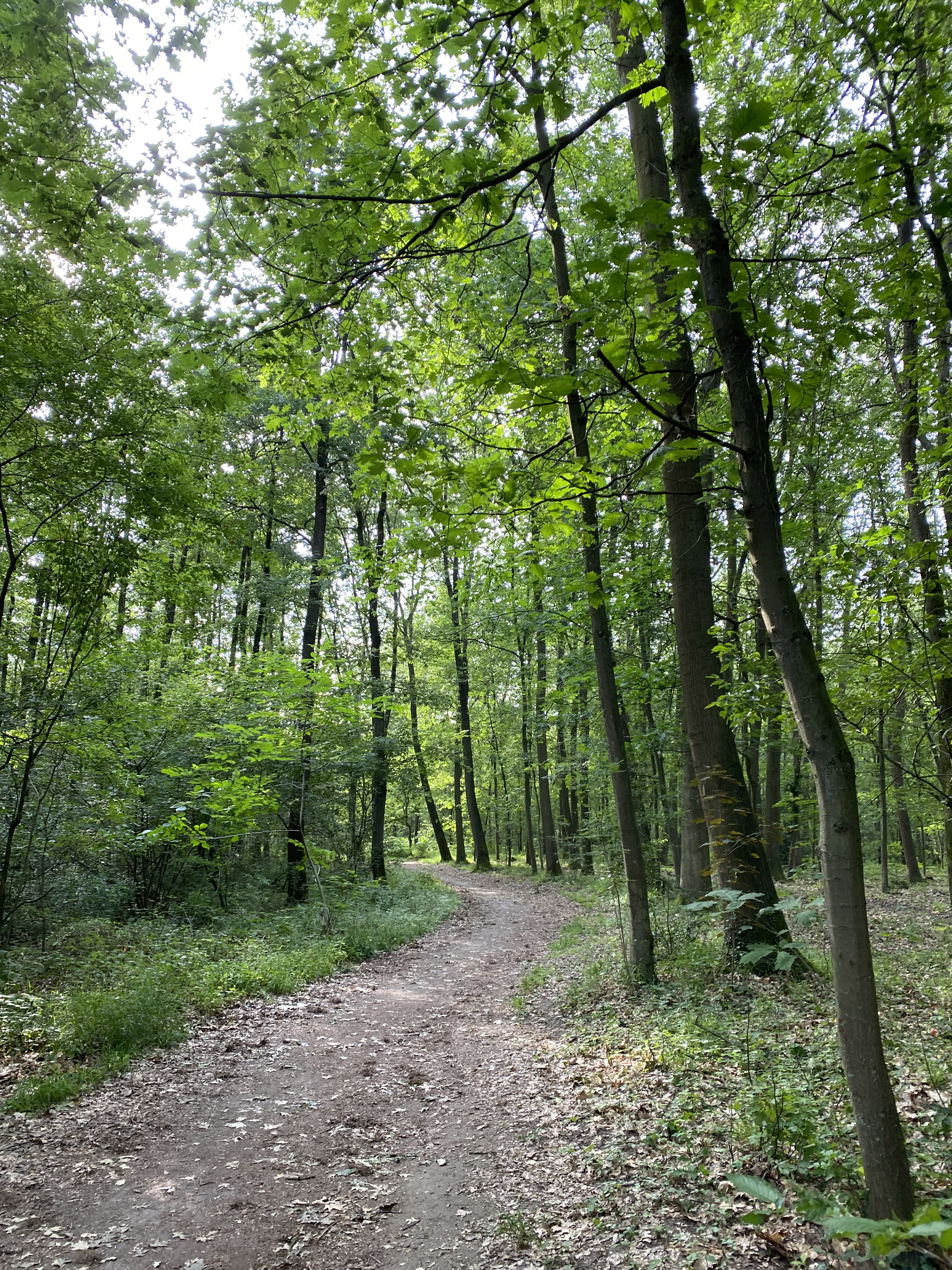
Weg zwischen den beiden Teilen des Naturschutzgebietes – Spörkelnbruch (Hilden) bzw. (Haan)
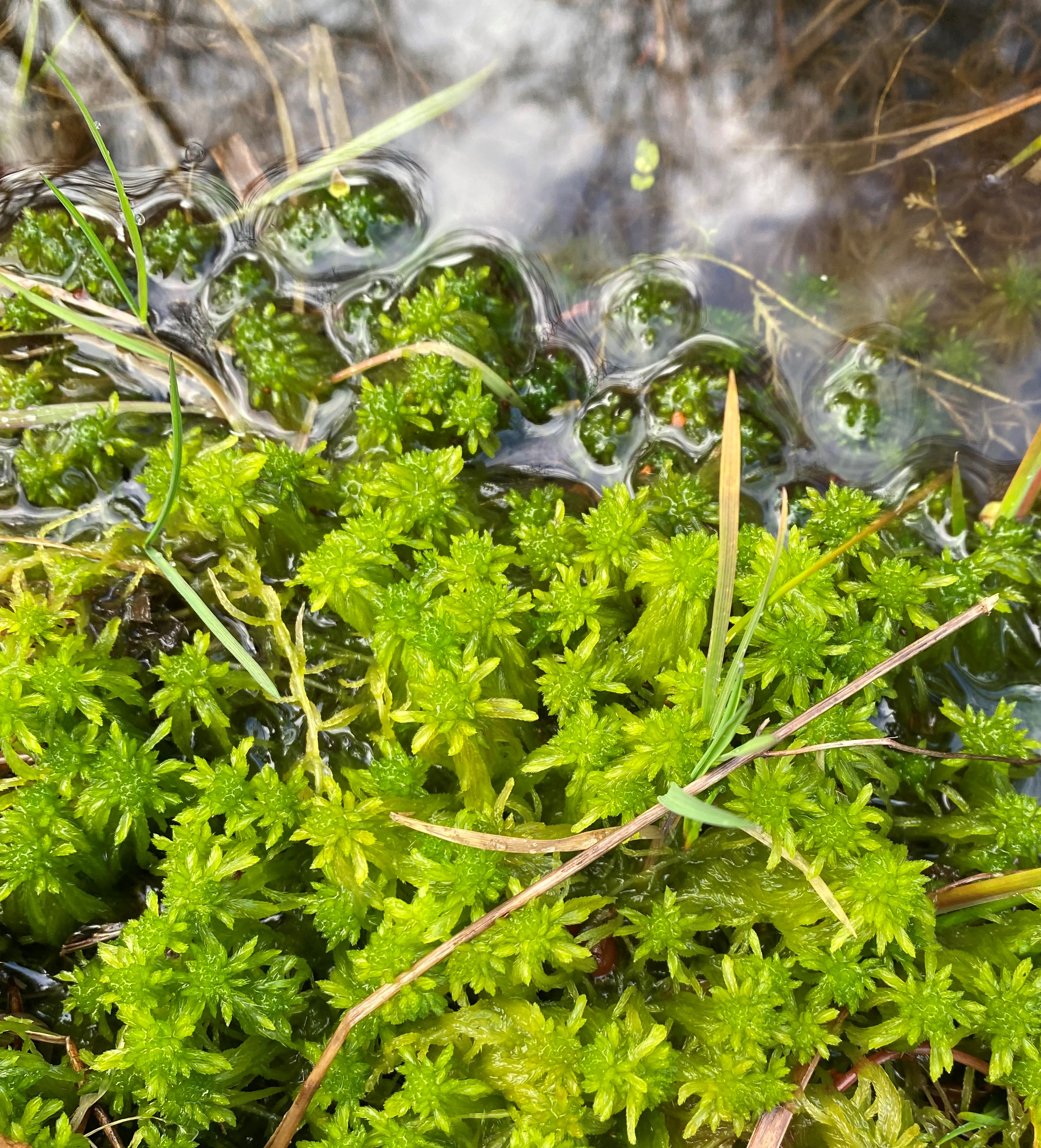
Torfmoose (Sphagnum spec.)
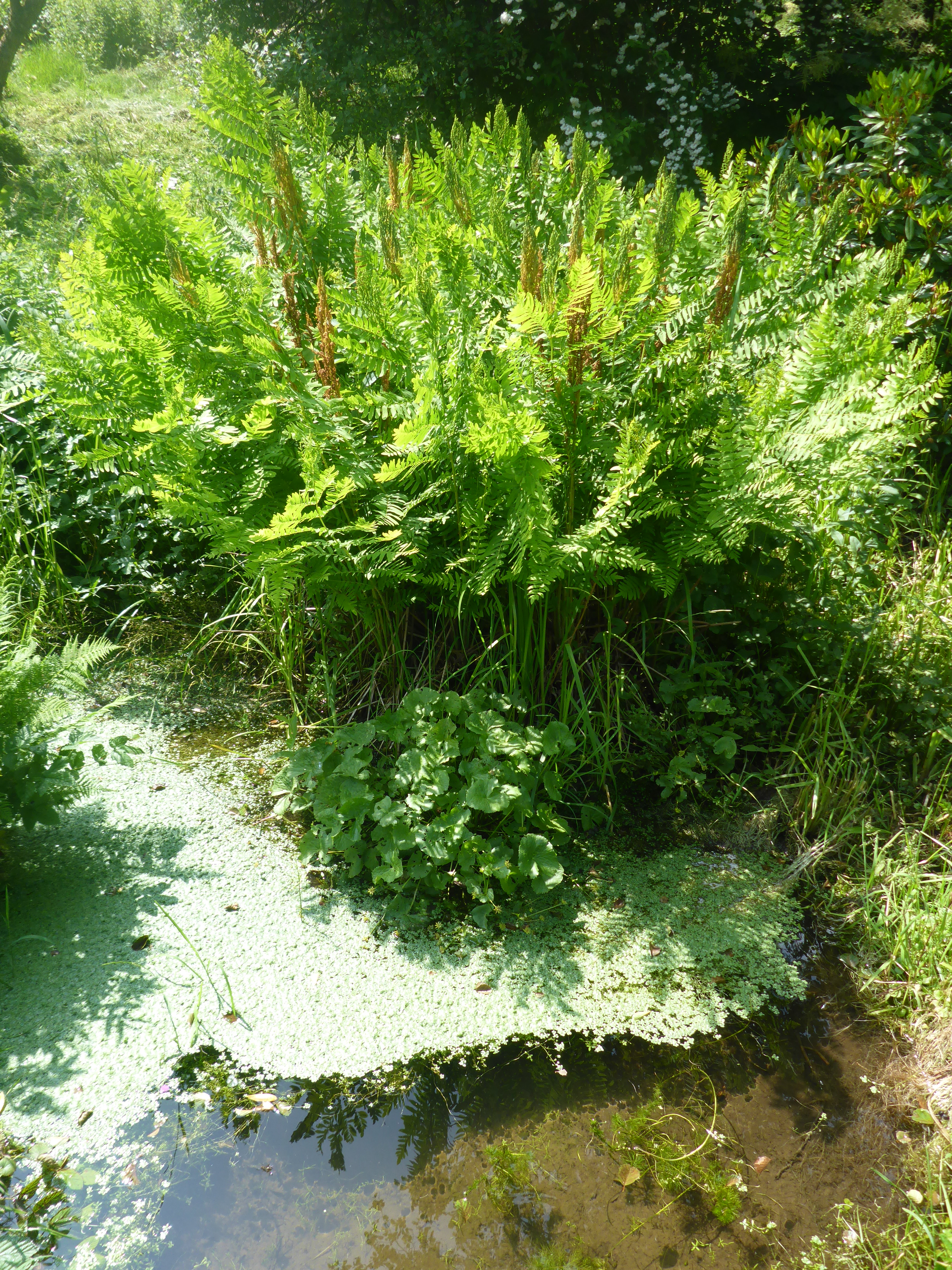
Rarität Königsfarn (Osmunda regalis) – im NSG heimisch
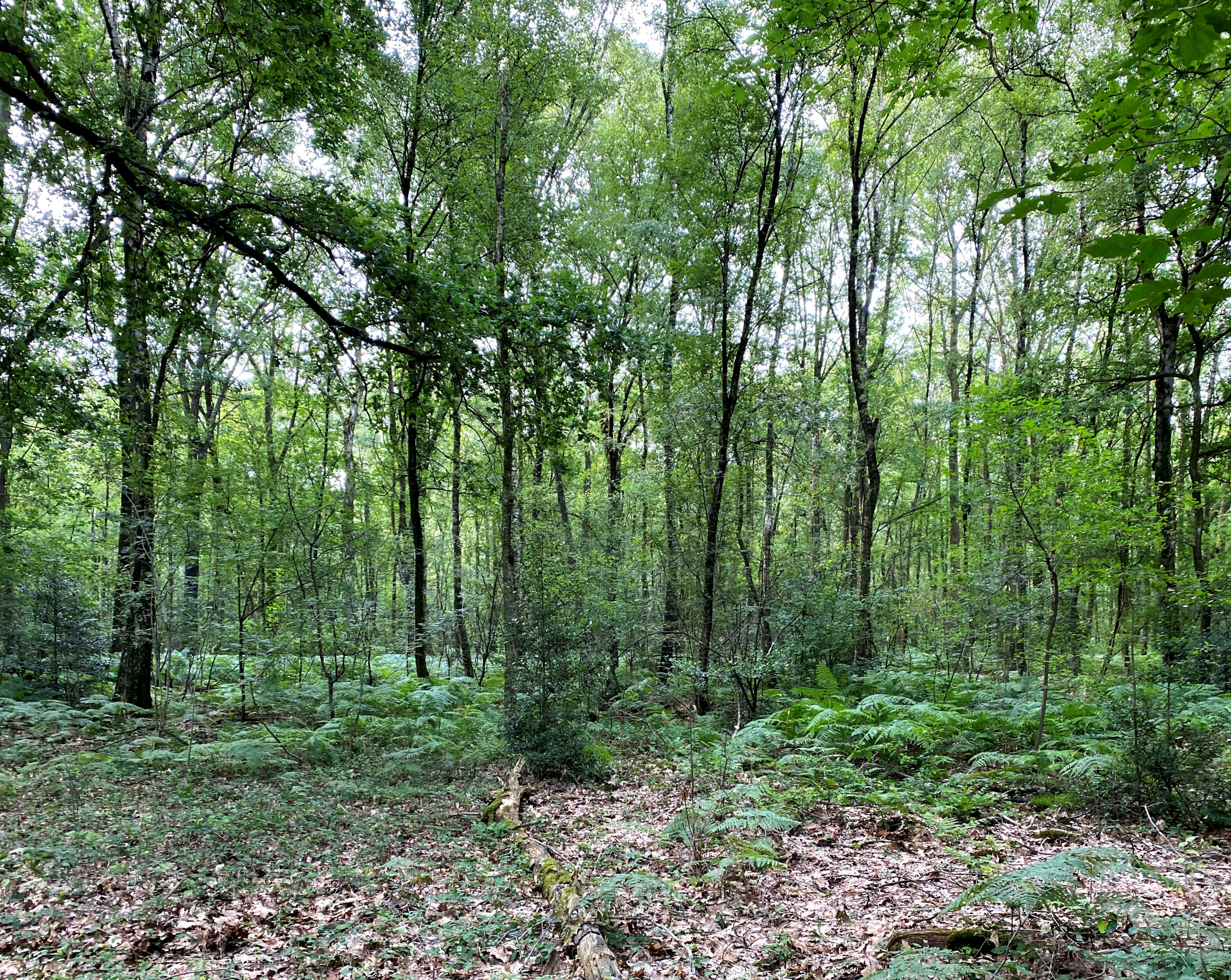
Erlen-Bruchwald im Naturschutzgebiet Spörkelnbruch (Hilden)
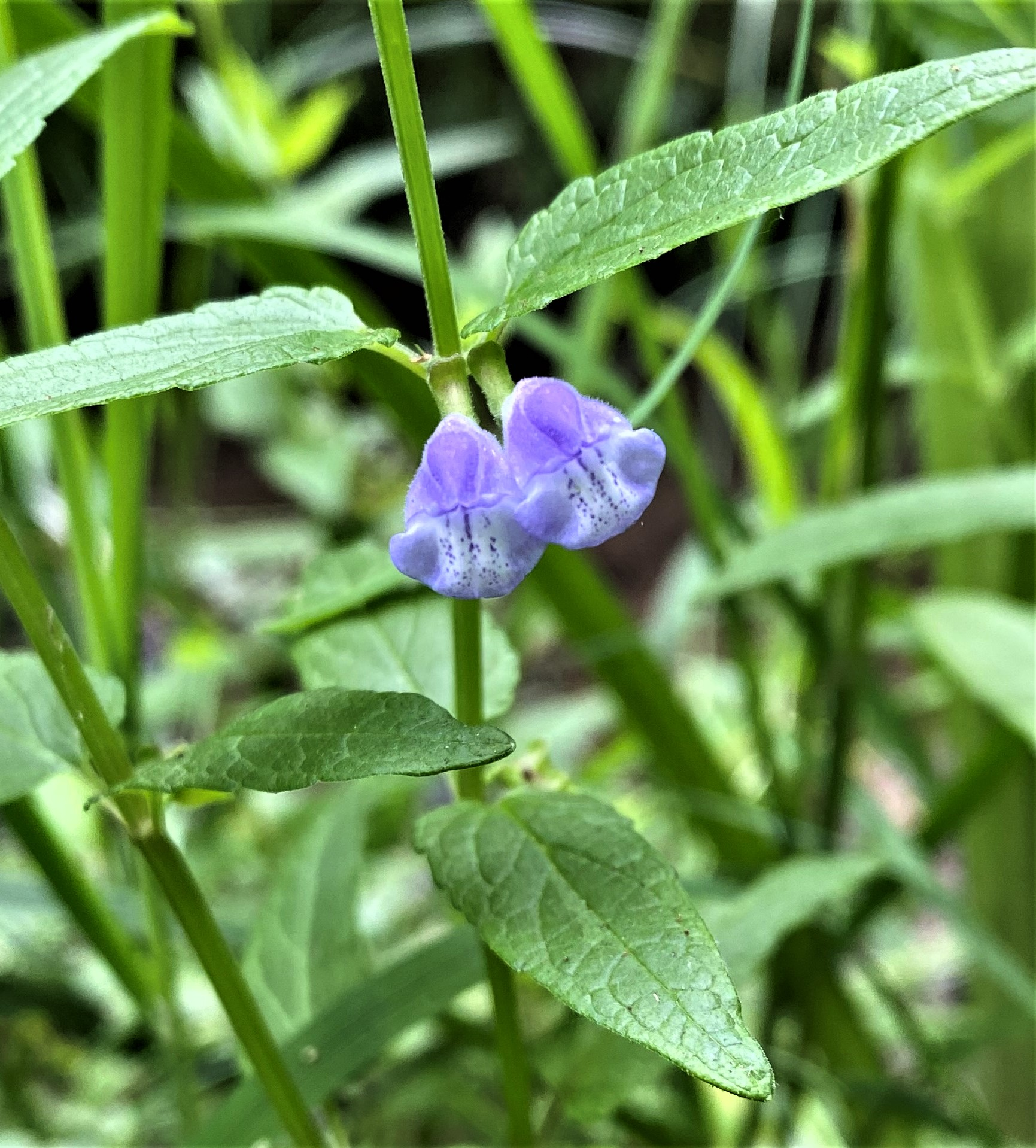
Sumpf-Helmkraut (Scutellaria galericulata)
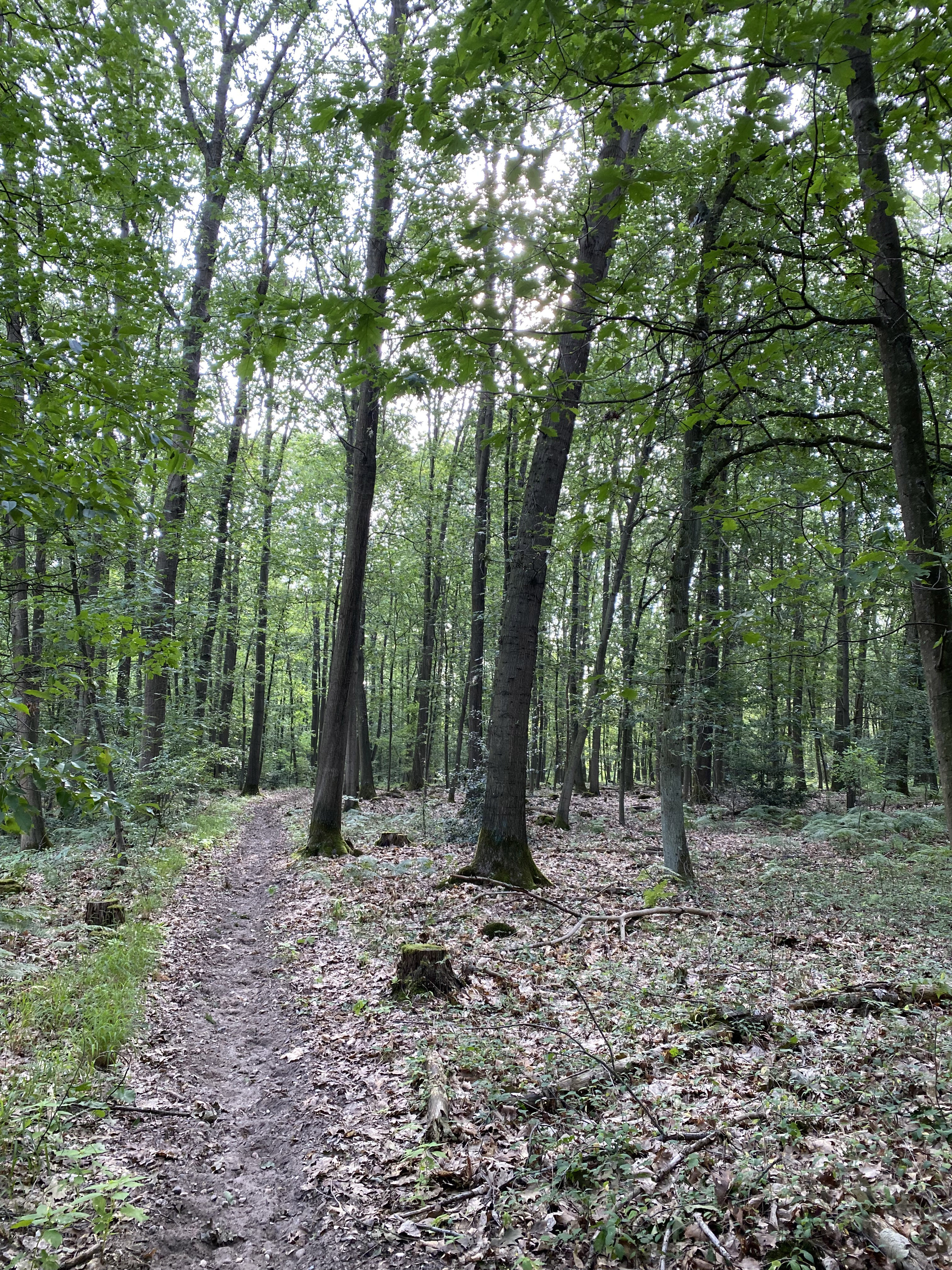
Erlen-Auwald
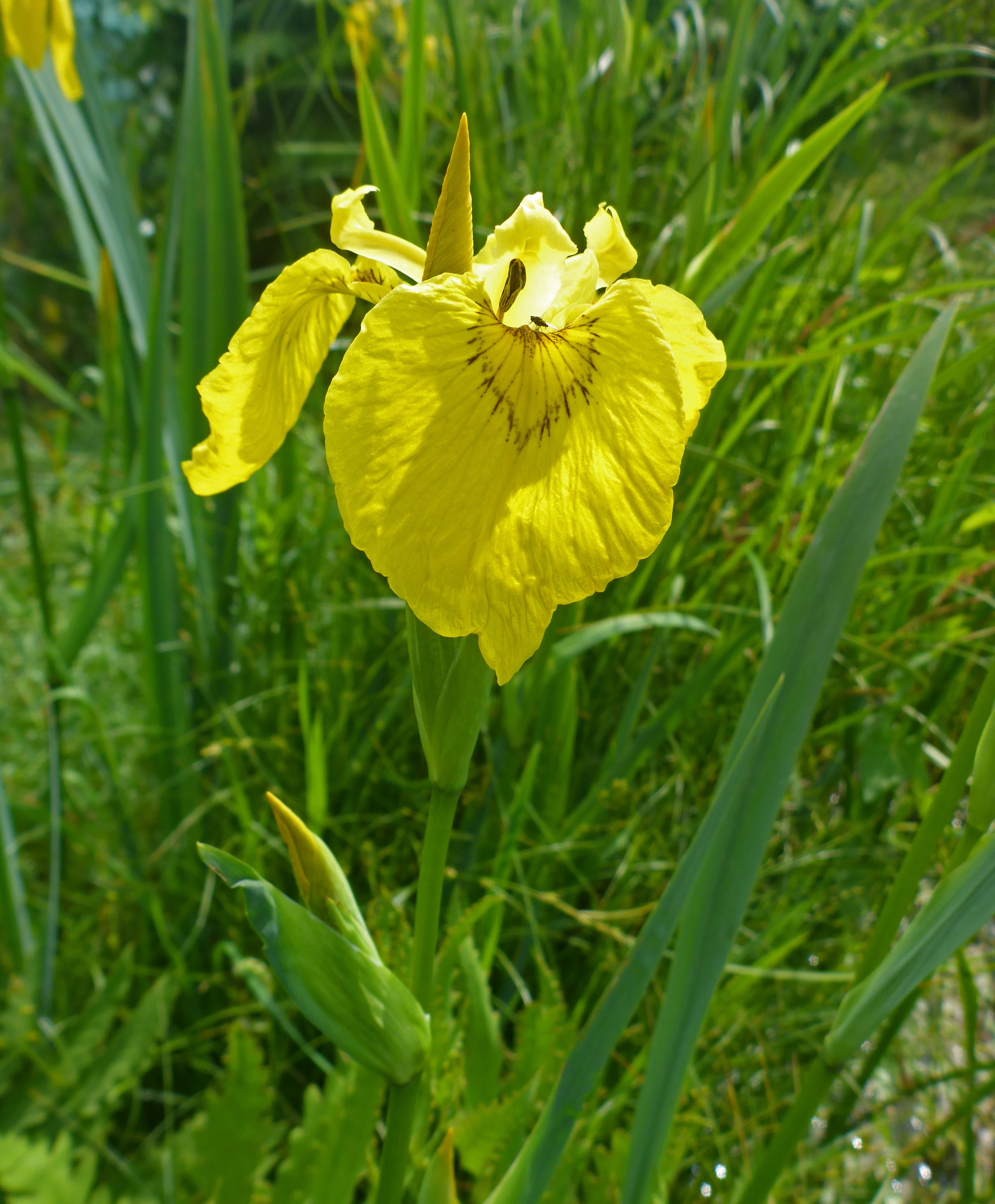
Sumpf-Schwertlilie (Iris pseudacorus)
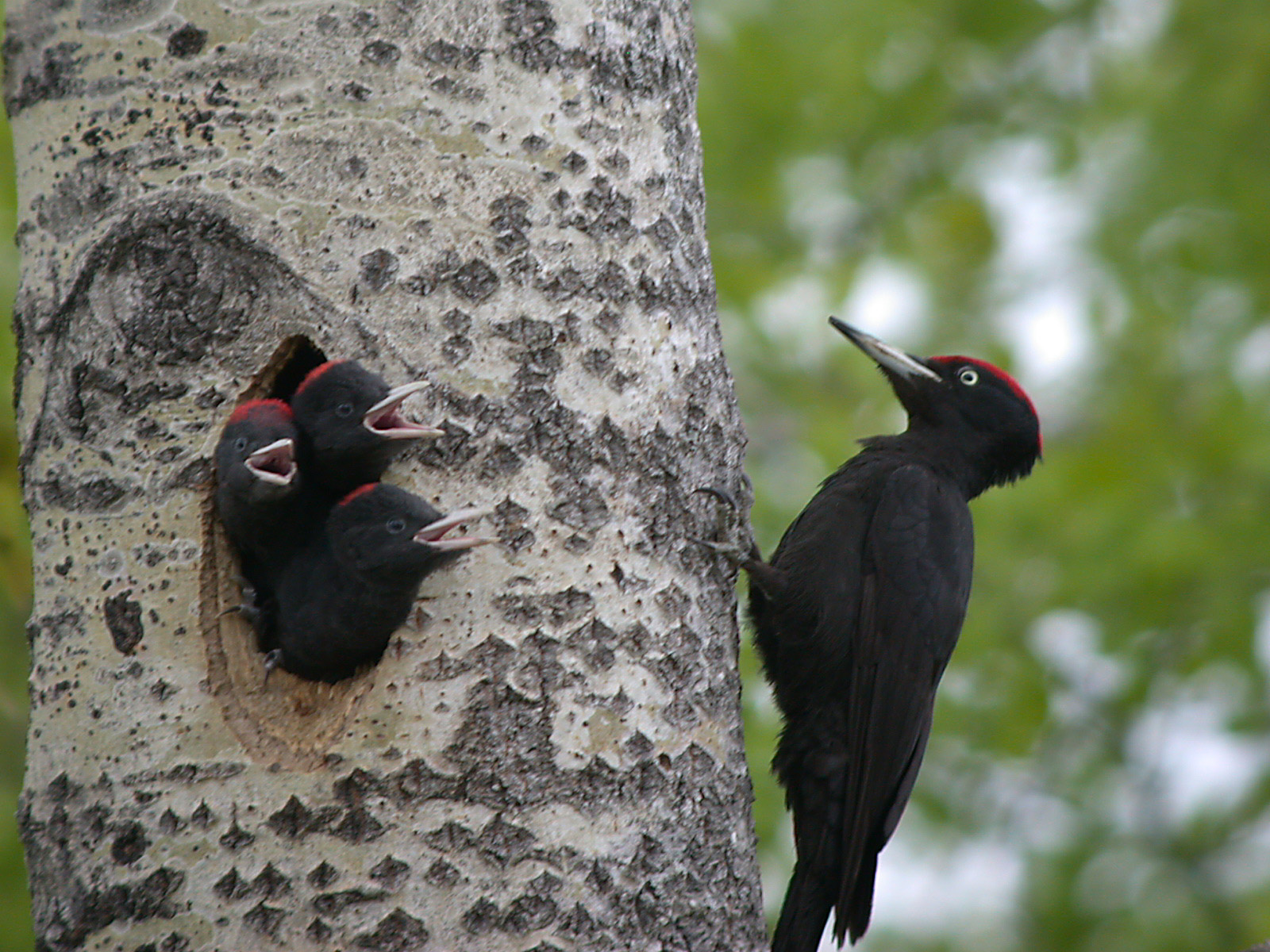
Schwarzspecht (Dryocopus martius)
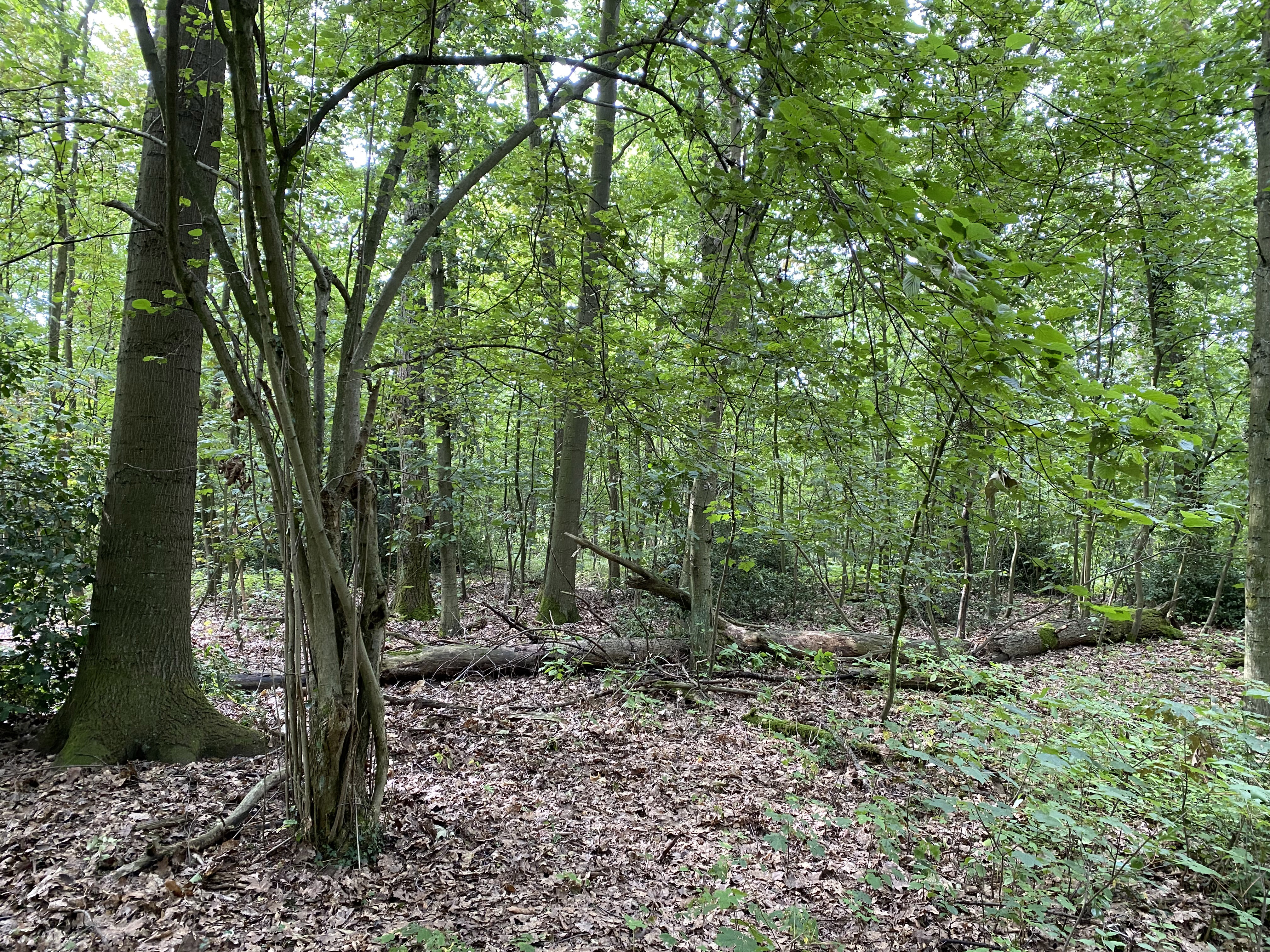
Erlen-Bruchwald im Naturschutzgebiet Spörkelnbruch (Hilden)